# Bandeira de Herm

Bandeira da Inglaterra

A Bandeira de Herm, adotada em 1953, consiste de uma Cruz de São Jorge, que simboliza os laços históricos com a Inglaterra, e as armas de Herm no cantão superior esquerdo. As armas possuem um fundo azul com dois golfinhos brancos. Entre os dois golfinhos há uma faixa amarela diagonal descendente com três monges. 